# ダビド・デ・ラ・クルス
 ダビド・デ・ラ・クルス（David de la Cruz Melgarejo、1989年5月6日 - ）は、スペイン・カタルーニャ州バルセロナ県サバデイ出身の自転車競技（ロードレース）選手。

## 経歴
2012年、カハルラル・セグロスRGAにてプロキャリアスタート。
2013年、ネットアップ・エンデューラへ移籍。
2015年、エティックス・クイックステップへ移籍。
2016年、ブエルタ・ア・エスパーニャ第9ステージにて、2級山岳ナランコ峠を逃げ切り、キャリア初のワールドツアーステージ優勝。また、首位のキンタナから2分56秒奪い、さらにボーナスタイム10秒を獲得して、マイヨロホに袖を通した。
2017年、ブエルタ・アル・パイス・バスコ第3ステージにて、15kmの独走を決め勝利。
8月17日、チーム・スカイへの移籍を発表。
2018年、チームスカイへ移籍。
2020年、UAE チーム・エミレーツへ移籍。
2022年、アスタナ・カザフスタン・チームへ移籍。

## 主な戦績

### 2012年
- ブエルタ・アストリアス　総合2位
- ポルトガル一周　ヤングライダー賞

### 2016年
- ブエルタ・ア・エスパーニャ　区間優勝（第9ステージ）

### 2017年
- パリ～ニース　区間優勝（第8ステージ）
- ブエルタ・アル・パイス・バスコ　区間優勝（第3ステージ）

### 2018年
- ブエルタ・ア・アンダルシア　区間優勝（第5ステージ・個人タイムトライアル）
- パリ～ニース　区間優勝（第8ステージ）

### 2020年
- クリテリウム・デュ・ドフィネ  山岳賞